# Rock Band (serie)
Rock Band è una serie di videogiochi musicali nata nel 2007 e sviluppata da Harmonix Music Systems per tutte le principali piattaforme di gioco. Secondo l'istituto di ricerca NPD Group, la serie tra il 2007 e il 2009 ha fatturato un miliardo di dollari.

## Il gameplay
La serie di videogiochi di Rock Band riprende il canovaccio tipico dei rhythm game in cui bisogna andare a tempo con la musica e lo applica a periferiche specificatamente studiate per ricreare la sensazione di suonare degli strumenti musicali. Il gioco prevede la simulazione di basso, batteria, chitarra e canto ed è affrontabile sia in single player che in multiplayer.

## La serie
La serie di Rock Band è composta da tre titoli principali e da alcune espansioni che raccolgono su disco parte dei contenuti scaricabili acquistabili tramite i servizi online PlayStation Network di PlayStation 3 e Marketplace di Xbox 360. Il negozio online da cui scaricare i contenuti è uno solo perciò i contenuti scaricabili possono essere acquistati indipendentemente dal capitolo del gioco posseduto.

### I capitoli principali

#### Rock Band
Il gioco nasce dalla volontà da parte di Harmonix di ampliare il gameplay creato precedentemente con la serie di Guitar Hero dopo aver ceduto il suddetto franchise a Neversoft. Il gioco ripropone il medesimo gameplay, ma lo estende a tutti gli strumenti. Negli Stati Uniti il gioco si rivela fin da principio un successo, ma per l'Europa sorgono problemi legati al fatto che il pacco contenente tutto il necessario per giocare era troppo pesante e di conseguenza troppo costoso da spedire; il gioco arriverà con un ritardo enorme e a prezzi spropositati, vanificando così una efficace penetrazione del prodotto nel mercato europeo.

#### Rock Band 2
Neversoft decide di non voler "stare a guardare" e per il quarto capitolo della serie di Guitar Hero (Guitar Hero World Tour) segue la medesima strade realizzando un titolo che permetta anch'esso di simulare una band intera ma ci aggiunge anche interessanti novità come editor di personaggi e di canzoni. Rock Band 2 nasce come "risposta" a questo prodotto e presenta degli strumenti migliorati rispetto al primo capitolo e editor vari simili a quelli presentati dal rivale. Lo scontro diretto tra i due franchise diventa inoltre uno scontro a tre per la presenza di Rock Revolution ideato da Konami che presenta il medesimo gameplay di questi due titoli.

#### Rock Band 3
Nonostante dello sviluppo del titolo si fosse iniziato a parlarne già poco dopo l'uscita di The Beatles: Rock Band (quindi verso la fine del 2009), l'annuncio ufficiale dello stato di sviluppo del gioco è arrivato ufficialmente solo il 9 marzo 2010 tramite un comunicato da parte dello sviluppatore Harmonix sulla propria pagina di Facebook.
Rock Band 3 presenta, tra le novità, quella di poter cambiare "al volo" il livello di difficoltà di un brano senza doverlo ricominciare e la possibilità di entrare ed uscire in un brano senza passare dal menù principale (opzione, quest'ultima, già vista nei Guitar Hero dal quinto capitolo della serie in poi).
È stato rivisto inoltre il filtraggio delle canzoni: data la mole di canzoni che il gioco può ritrovarsi a gestire (considerando la compatibilità con i brani dei precedenti giochi e la disponibilità sullo store online al lancio del gioco di circa 2000 canzoni) si è deciso di apportare migliorie alla possibilità con cui è possibile raggruppare le canzoni per evitare di passare troppo tempo a scorrerle qualora se ne possedesse tante; adesso sarà possibile effettuare ulteriori ricerche come la possibilità di riordinare le canzoni per minutaggio.

### Le espansioni

#### Rock Band Track Pack Volume 1e2
Dato che la serie è stata pubblicata, tra le altre piattaforme, anche per PlayStation 2 e Wii e le versioni di queste due piattaforme non hanno contenuti scaricabili (escluso Rock Band 2 per Wii che offre contenuti scaricabili), la Harmonix ha pensato di realizzare dei dischi di espansione con le canzoni scaricabili online dal Marketplace e dal PlayStation Network. I dischi contengono 20 canzoni l'uno e hanno al loro interno un codice che gli permette di esportare le tracce sul disco fisso all'interno dei capitoli principali della serie Rock Band. Le canzoni sono tutte nella loro versione originale.

#### AC/DC Live: Rock Band
Questo contenuto aggiuntivo per Rock Band è dedicato interamente alla storica rock band australiana AC/DC e ripropone le 18 canzoni che costituiscono il concerto presente nel DVD Live at Donington. Il gioco è giocabile senza la necessità di avere il titolo principale e ha anche degli obiettivi specifici per i possessori della Xbox 360, ma è privo di alcune feature della serie principale come gli editor e la possibilità di scaricare contenuti aggiuntivi.
Il retro del manuale del gioco propone un codice con il quale si possono esportare le canzoni di questa espansione all'interno dei due principali capitoli della serie.

#### LEGO Rock Band
Si tratta di un'espansione della serie la cui personalizzazione è interamente vincolata all'utilizzo (ovviamente virtuale) degli storici mattoncini colorati. Il gioco è stato distribuito in Europa il 27 novembre 2009.

#### The Beatles: Rock Band
Questo nuovo capitolo di Rock Band, presentano il 2 giugno 2009 in occasione dell'E3 di Los Angeles, è interamente dedicato ai leggendari "Fab Four". Con il gioco, che è uscito il 9 settembre 2009 per PlayStation 3, Xbox 360 e Wii, è stato messo in commercio insieme a nuovi controller-strumenti rappresentanti fedeli riproduzioni degli strumenti musicali utilizzati dalla band di Liverpool.

#### Green Day: Rock Band
Si tratta di un'espansione dedicata interamente ai Green Day. Il gioco contiene 47 canzoni con possibilità di esportarle su Rock Band 2 e Rock Band 3. In Europa è stato distribuito l'11 giugno 2010.

#### Rock Band Country Track Pack
Distribuita il 21 luglio 2009, questa espansione comprende 21 canzoni pubblicate inizialmente come esclusiva temporale per questa espansione e successivamente disponibili come canzoni scaricabili per gli store online dei capitoli principali della serie per le versioni PlayStation 3 e Xbox 360. Queste ultime due versioni dell'espansione, come già era avvenuto per AC/DC Live: Rock Band, contengono sul retro del manuale un codice per esportare le tracce sul disco fisso in modo da poterle accorpare con le tracklist dei principali titoli della serie.

#### Rock Band Metal Track Pack
L'uscita dell'espansione, il 22 settembre 2009, è stata preceduta da un trailer all'E3 2009 accompagnato dalle note di Screaming for Vengeance dei Judas Priest. Il gioco è una semplice raccolta di canzoni, come le espansioni tematiche già uscite, e le tracce saranno anche acquistabili online ed esportabili nei capitoli principali della serie.

### Capitoli portatili
Per piattaforme portatili finora ne sono usciti solamente due: il primo è Rock Band Unplugged mentre il secondo, intitolato solamente Rock Band è per iPhone e iPod touch. Il primo titolo, differenziandosi dal rivale per DS Guitar Hero: On Tour non fa affidamento su periferiche esterne; si affida bensì ad un gameplay ereditato dal vecchio titolo di Harmonix, Amplitude, in cui su schermo scorrono contemporaneamente le sequenze di note di tutti e quattro gli strumenti e il giocatore può liberamente saltare da un manico all'altro durante il brano per suonare di volta in volta la parte di strumento che preferisce. Nel caso del titolo per piattaforme mobile, invece, il gioco riprende in maniera più fedele le meccaniche di gioco originali, ma il suonare lo strumento avviene tramite l'interazione con lo schermo touch screen dei sistemi in questione.